# دانيال شوستر
دانيال شوستر (بالألمانية: Dirk Schuster)‏ (29 ديسمبر 1967 بكيمنتس في ألمانيا - ) هو مدرب كرة قدم ولاعب كرة قدم ألماني (وحمل سابقاً جنسية ألمانيا الشرقية) في مركز الدفاع. شارك مع منتخب ألمانيا الشرقية لكرة القدم ومنتخب ألمانيا لكرة القدم. أما مع النوادي، فقد لعب مع آينتراخت براونشفايغ وأدميرا فاكر مودلينغ وأنطاليا سبور وروت فايس آهلن وفالدهوف مانهايم ونادي كارلسروه ونادي كولن ونادي ماغديبورغ وSV Wilhelmshaven ‏ وASV Durlach ‏ وFSV Zwickau ‏.

## وصلات خارجية
- دانيال شوستر على موقع الاتحاد الدولي (مؤرشف)  (الإنجليزية)
- دانيال شوستر على موقع اتحاد تركيا (لاعب) (الإنجليزية)
- دانيال شوستر على موقع قاعدة بيانات كرة القدم.إي يو (الإنجليزية)
- دانيال شوستر على موقع بيانات كرة القدم. دي إي (الألمانية)
- دانيال شوستر على موقع ناشيونال فوتبول تيمز (الإنجليزية)
- دانيال شوستر على موقع عالم كرة القدم.نت (الإنجليزية)